# 利瓦河

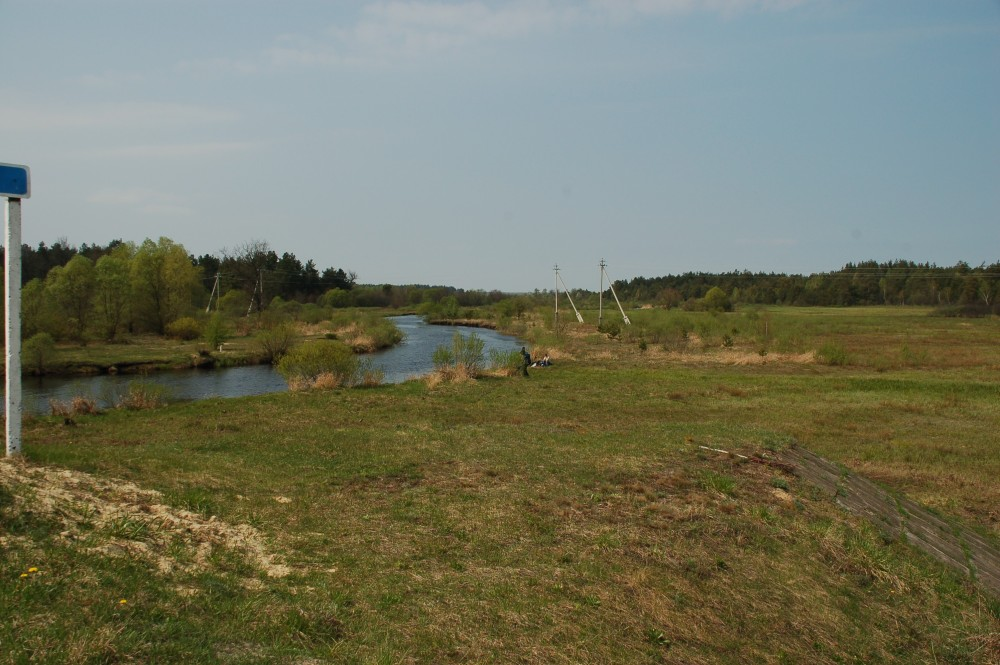

利瓦河（烏克蘭語：Льва）也称莫斯特瓦河（烏克蘭語：Моства），是東歐的河流，屬於斯特維加河的左支流，流經烏克蘭和白俄羅斯，河道全長172公里，流域面積2,400平方公里，平均流量每秒10.1立方米。